# Adolph Philipsen
Adolph Philipsen (født 23. oktober 1855 i Odense, død 1923 i USA), senere navneforandring Hauff, var en københavnsk farmaceut og rovmorder.

## Mordet
Philipsen var medejer af "Dr. E. Pontoppidans Normalsæbe" i baggården til Store Kongensgade 75 (ved Marmorkirken), hvor han den 7. januar 1890 kvalte den 63-årige inkassator Johan F. Meyer fra Carl Lunds Fabrikker (emaljevarer). Liget lagde han i en tønde med læsket kalk, som han den 13. januar sendte med S/S Thingvalla fra Dampskibsselskabet Thingvalla til en fiktiv adresse i USA. Efter at have fået udleveret en assurancesum på 600 kr. for en formodet påsat brand den 31. januar i de lejede lokaler stak sæbefabrikanten af til Hamborg, hvor han steg på damperen Germania med kurs mod Kapstaden i Sydafrika.
Philipsens kone modtog et brev fra sin mand, der var mistænkt i mordsagen, hvor han oplyste, at han nu var i Hamborg og var "gal", hvorpå en læge havde givet ham det råd at tage på en længere sørejse. Overbetjent Klein blev straks sendt afsted til Hamborg og fandt sammen med en tysk opdager ud af, at en mand, der havde kaldt sig Albert Philip og opgivet at være apoteker fra Helsingør, to dage forinden var afsejlet fra byen, men at skibet var gået på grund i Elben ved Blankenese og var der endnu. Overbetjent Klein sejlede i en lille dampbåd ud til skibet og genkendte straks Philipsen, der havde ladet sit fuldskæg barbere af, og anholdt ham.
Den forsvundne inkassator Meyer var sidst set 7. januar 1890 på sin gåtur fra sin arbejdsplads til kunder rundt i København, og nogle børn fandt hans sorte mappe i Sortedamssøen. Et pengebeløb og nogle kvitteringer på fordringer, som burde have været i mappen, var væk. Af de beløb, man mente var skyldige, nægtede kun Philipsen at skylde det fulde beløb, som forklarede, at det kun var et mindre beløb. I slutningen af marts blev Philipsen udleveret fra Hamborg og erkendte da, at han havde udnyttet Meyers forsvinden til at se sig fri for nogle ubetalte regninger.
Først et par uger senere, i april 1890, indrømmede Philipsens tjenestekarl, efter at han havde set i avisen, at hans tidligere chef var sigtet for mord, at han i starten af januar havde hentet 4 skæpper læsket kalk og nogle dage senere sammen med Philipsen havde været med til at slæbe en fustage ned til Thingvalla-linjens pakhus på Larsens Plads, og han havde fået oplyst, den indeholdt hjemmelavet vognsmørelse. Desuden havde han fået foræret en overfrakke og en jakke, der havde ligget omme bag nogle kasser på lageret. Tøjet blev med allerstørste bestemthed genkendt som havende tilhørt den forsvundne Meyer.
Samme dag kom Philipsen i forhør og indrømmede da mordet, som han forklarede som en pludselig indskydelse for at skaffe penge, og at tønden med liget formentlig stadig stod til afhentning på havnen i New York. Han havde stjålet 114 kr. og et guldur fra offeret og fjernet de skyldige fordringer fra mappen og smidt den ud. Gulduret påstod han at have skilt sig af med under et toiletbesøg i forbindelse med anholdelsen på skibet. Desuden indrømmede han ildspåsættelsen i sæbefabrikken, der var sket med et nedbrændt stearinlys.
Gennem generalkonsulatet i New York blev tønden fundet og sendt tilbage med Thingvalla-damperen S/S Norge til Tuborg Havn, hvor den ankom i maj 1890 og blev bragt til retsmedicinsk undersøgelse. Indeni lå Meyers lig med et stramt reb om halsen. Liget blev vist frem for Philipsen, som var ved at besvime.
Overlæge Pontoppidan erklærede Philipsen fuldt ud tilregnelig. Kriminalretten dømte Philipsen skyldig i drab begået med overlæg og livsstraf. I Højesteret blev dommen stadfæstet. Af de 11 voterende stemte 7 for dødsstraf, af disse igen 2 for benådning, mens 4 stemte for idømmelse af tugthusarbejde på livstid.
Ved kongelig resolution blev straffen forandret til livsvarigt tugthusarbejde.
Efter at Adolph Philipsen havde afsonet i 14½ år i Horsens Tugthus, blev resten af straffetiden ham eftergivet, mod at han forlod landet for stedse. Han udvandrede til USA, hvor han skabte sig en respektabel tilværelse under navnet Hauff.
Tønden, som var tur-retur med Meyers lig i New York, kan i dag ses på museet i det nedlagte Horsens Statsfængsel.
Kompagnonen Madsen flyttede sæbefabrikken til Rødovre.

## Familie
Adolph Philipsen var født i Odense, og voksede op i et jødisk hjem, som søn af boghandler og lotterikollektør Moritz Philipsen. Adolph Philipsens morfar var den jødiske teolog Asser Daniel Cohen. Hans farbror var forlæggeren P.G. Philipsen.